# نقشه‌حیر

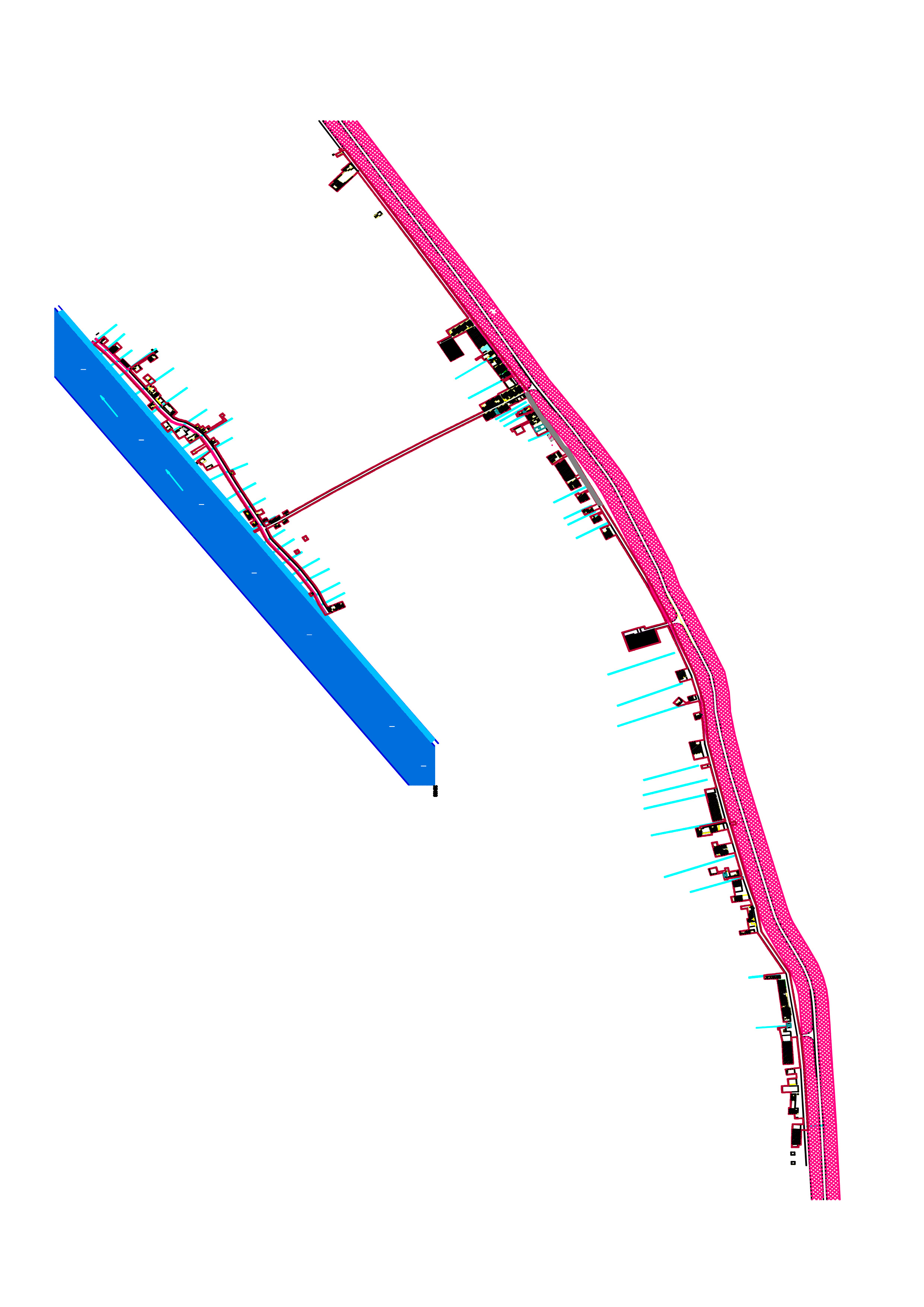
نقشه ی روستای نقشه حیر

## معرفی
نقشه‌حیر، روستایی از توابع بخش مرکزی شهرستان آبادان در استان خوزستان ایران است.روستای نقش حیر در حدود 15 کیلومتری شهر آبادان و بین دو رود اروند و بهمنشیر واقع شده‌است. بخش مرکزی آبادان در جنوب شهرستان آبادان واقع و از شمال به تالاب بین‌المللی شادگان از جنوب به اروند رود از شرق به خلیج همیشه فارس و از غرب به شهرستان خرمشهر منتهی می‌شود. این روستا بلندایی در حدود 2 متر از سطح دریا و با پهناوری 12 کیلومتر مربع است.

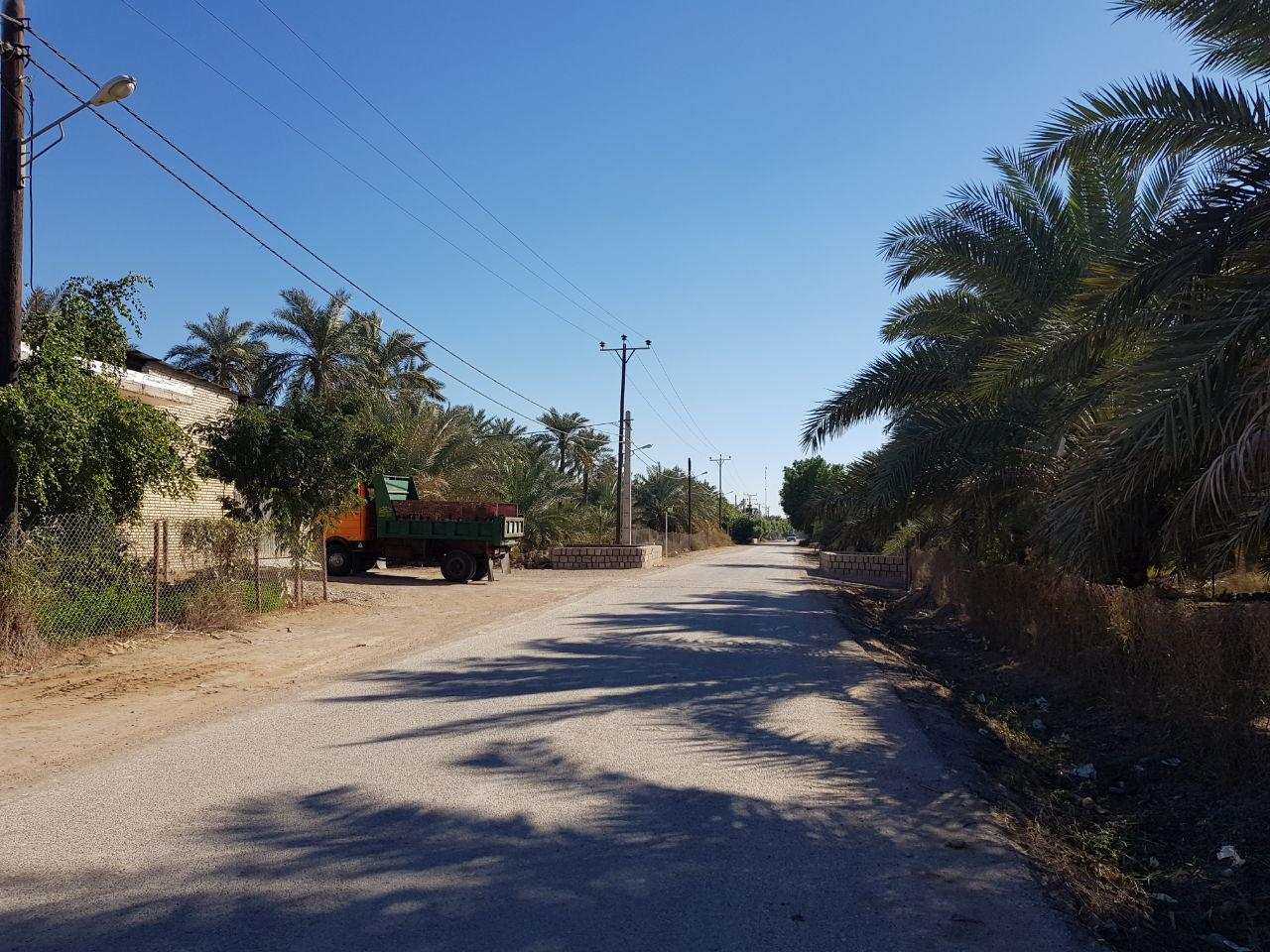
جاده ی اصلی روستا

## تاریخچه روستا

### وجه تسمیه
نقشه :در سال 1338 و 1339 انگلیسی‌ها برای اکتشاف نفت به این منطقه آمده و در منطقه کنونی خسرو آباد اقامت می‌کنند.برداشت‌های مهندسین انگلیسی از این محدوده و تهیهٔ نقشه از آن موجب می‌شودبا توجه به محل اقامت خود یعنی محدوده خسرو آباد شمال خود را از خسرو آباد تا نزدیکی آبادان نقشه شمالی و جنوب آن را نقشه جنوبی نامگذاری کنند.
از آن زمان این نام بر روی قسمت شمالی نقشه مانده‌است البته محدوده آن کوچکتر شده و به نقشه اختصار پیدا کرده‌است.
حیر:وجود شط شلحه در کنار روستا که به شط بزرگ (راه ارتباطی بندر بصره در عراق)میریزد در گذشته موجب تحیر دریانوردان را فراهم آورده‌است.اتصال این دو شط به همدیگر باعث ایجاد دو راهی گردیده که برای دریانوردان مشکل آفرین است.
این تحیر و متحیر ماندن موجبات نامگذاری ای روستا به "حیر"فراهم آورده‌است.

### عوامل پیدایش روستا
اصلی‌ترین عوامل شکل‌گیری و پیدایش این کانون زیستی تفکر ایجاد زمینی جهت کاشت بوده‌است.این مسئله را می‌توان در روستاهای مجاور یعنی شلحه حاج حسین , امام حسن عسگری و ثوامر نیز به عینه دید.بستن سد بر روی آب در گذشته به خاطر خشک کردن زمین منطقه که قبلاً زیر آب بوده‌است راهکاری برای رسیدن به این هدف است که توسط اهالی روستا اتفاق افتاده است.
کیفیت بالای این زمین برای زراعت و نزدیکی به آب تفکر برگزیدن این ناحیه به عنوان زیستگاه را به وجود آورده‌است.

### مراحل توسعه روستا
روستای مذکور شامل سه محله بوده که دوره‌های توسعه را نیز دربر میگیرد.حیر1،حیر 2و نقشه از محله‌های این روستا می‌باشند.
روستای حیر یا محلهٔ حیر1قدیمی تر از نقشه بوده و در کنار رودخانه و با توجه به دسترسی ساده به نخلستان‌ها و نزدیکی به آب شکل گرفته‌است.پس استفاده از آب و دسترسی ساده به نخلستان‌ها اولین عامل شکل‌گیری روستا بوده‌است.
از سوی دیگر روستای نقشه و با همین تفکر در فاصلهٔ کمترازیک کیلومتری رودخانه تشکیل می‌شود.بین محدودهٔ کالبدی روستا و رودخانه نخلستان‌های متعلق به اهالی قرارگرفته‌است.بعد از این مرحله و احداث جادهٔ اروند کنارآبادان تعدادی از اهالی بخاطر سهولت دسترسی ازحیر1جداشده و در کنارجاده ارتباطی سکنی می‌گزینند. این اهالی به دلیل تعلق قومی به روستای حیر تشکیل دهنده مجتمعی می‌شوند که حیر2نام میگیرد.

## زبان و دین
تمامی خانوارهای ساکن روستا پیرو دین اسلام و مذهب شیعه می‌باشند و به زبان عربی و فارسی تکلم می‌کنند .

## نحوه ی رهبری روستا
در هر خانواده و فامیلی  بزرگ آن فامیل مشکلات رابرطرف می‌کند اما کل روستا برای راهنمایی‌ها و حل مسائل خود به حاج عبدالله محسناوی(حلفی) و جهت مشورت به زائر شاهین (ابوجعفر) صلیحاوی از معتمدین  روستا مراجعه می‌کند.

## جمعیت و طوایف
این روستا در دهستان شلاهی قرار دارد و براساس سرشماری مرکز آمار ایران در سال ۱۳۹۵، جمعیت آن ۶۰۷ نفر (۱۶۷ خانوار) بوده‌است.
طایغه‌ها در این روستا شامل حلافی‌ها در حیر پایین،بحرانی‌ها  و عشیره صلیح ( شاخه المحامده و الشرش )در بخش نقشه حموله شلیشات شاخه بیت معتوگ تعدادی فامیل فارس در حیر می‌باشند.

## مسکن روستا
قبل از جنگ بافت روستا به این گونه بود که خانه‌ها از گل و خشت ساخته می‌شدند ولی بعد از جنگ زمان بازسازی خانه‌ها از مصالح جدید و بروز استفاده کردند و مصالح از خشت و گل به آجر و بلوک تغییر پیدا کرد و هر کس در زمین خود خانه‌اش را بازسازی کرد.
در گذشته در مسکن‌های روستایی برای کارهایی از قبیل نگهداری دام (آغل)، نان پختن و ... فضاهایی در نظر گرفته می‌شد ولی اکنون در روستا هیچ خانواده‌ای در خانه دام نگه نمی‌دارد و کلا به این گونه فعالیت‌ها نمی‌پردازند.
در گذشته ساختمان خانه‌های روستایی به گونه‌ای بود که حیاط، فضای ارتباطی بین عناصر خانه مانند اتاق‌ها، آشپزخانه و سرویس بهداشتی بود که بعد از بازسازی‌های انجام شده این ویژگی حیاط کمرنگ شده و حیاط از عناصر دیگر جدا شده‌است.
مسکن روستایی تنها به علت جنگ دچار تغییرات اساسی شد که احتمالا کوچه، مردم، روستا و آشنایی با شهرنشینی باعث تغییر در شیوه زندگی آن‌ها شد و این مسئله هنگام بازسازی خانه هایشان نمود پیدا کرد؛ اما چیزی که همچنان مرسوم است این است که به وسعت فضای حیاط اهمیت می‌دهند و معمولاً خانه‌ها حیاط‌های بزرگی دارند.
روستائیان معمولاً خانه‌های خود را در باغ هایشان می سازند؛ باغ‌هایی که پدران برای پسران به ارث گذاشته‌اند و شغل آن‌ها کار در همین باغ‌هاست و هنگامی که پسرانشان ازدواج می‌کنند یک خانه کنار خانه پدر برای زوج جوان ساخته می‌شود و به همین دلیل است که خانه‌ای بزرگ دیدیم که چهار خانهٔ کوچک از ضلع‌های مختلف به آن وصل شده بودند و هر خانه درب جداگانه‌ای داشت.
خانه‌های جدید روستائیان تا حد زیادی به خانه‌های ویلایی شهری شباهت دارند؛ ساختمان‌های فاقد اسکلت و دارای سقف صاف (بدون شیب یا گنبد) ولی هنوز در بسیاری از آن‌ها سرویس بهداشتی در حیاط قرار دارد که این مسئله مشکلات خاص خودش را دارد؛ مثلاً در زمستان که شب‌ها سرد است استفاده از سرویس بهداشتی سخت می‌شود و یا اینکه زود به زود کثیف می‌شود؛ همچنین وجود حیوانات موذی نظیر سوسک، موش و ... باعث ترس و بیماری برای اهالی خانه می‌شود.
از حیاط برای پارک وسایل نقلیه استفاده می‌شود و فضای اختصاصی برای پارکینگ ندارند.
بعد از بازسازی توجه به فضاهای داخلی خانه افزایش پیدا کرده و کمرنگ شدن نقش حیاط به عنوان فضای ارتباطی عناصر باعث کم شدن تعداد درب‌ها و در نتیجه کم شدن درزها می‌شود که این مسئله باعث کم شدن ورود حیوانات و جانوران موذی در فضای داخلی خانه شده‌است؛ همچنین این مسئله موجب عایق تر شدن فضای داخلی خانه در برابر سردی و گرمی هوا و حل شدن خیلی از مشکلات دیگر شده‌است.

## معیشت
قبل ازجنگ:مردم این روستا در قدیم به کارسفالگری مشغول بودند.خاک را از زمین‌های اطراف جمع‌آوری کرده وانواع ظروف سفالی را ساخته و به کشورهای عربی صادر می‌کردند.
همچنین لنج‌های مسافرتی و باربری داشته و به کشورهای عراق و کویت سفر و امرار معاش می‌کردند.
دامپروی و دامداری از شغل‌های بعدی این اهالی بوده‌است.
در زمان  قبل از جنگ باغ‌ها ی میوه از جمله،انگور ،انار،سیب زردآلو،موز و نخیلات و...کشت می‌شد و مردم معیشت خودرا از این باغ‌ها تأمین می  کردند.
آبیاری نخلستان‌ها و باغ ‌ها  در زمان قبل از جنگ با جذر و مد صورت گرفته .روزی 2دفعه جذر و مد اتفاق افتاده و نهرها پرشده و نخل‌ها آبیاری می‌شدند.
شور شدن آب درسال‌های اول پس از جنگ برنخلستان‌ها اثرگذار بوده و پس از مدتی رونق دوباره گرفت.معیشت مردم پس ازجنگ  از کار در نخلستان‌ها که شغل اول آنهابوده،شغل دوم آن‌ها صیادی وگاها کشت بامیه یونجه و میانه کاری از مشاغل بعدی آنهاست.

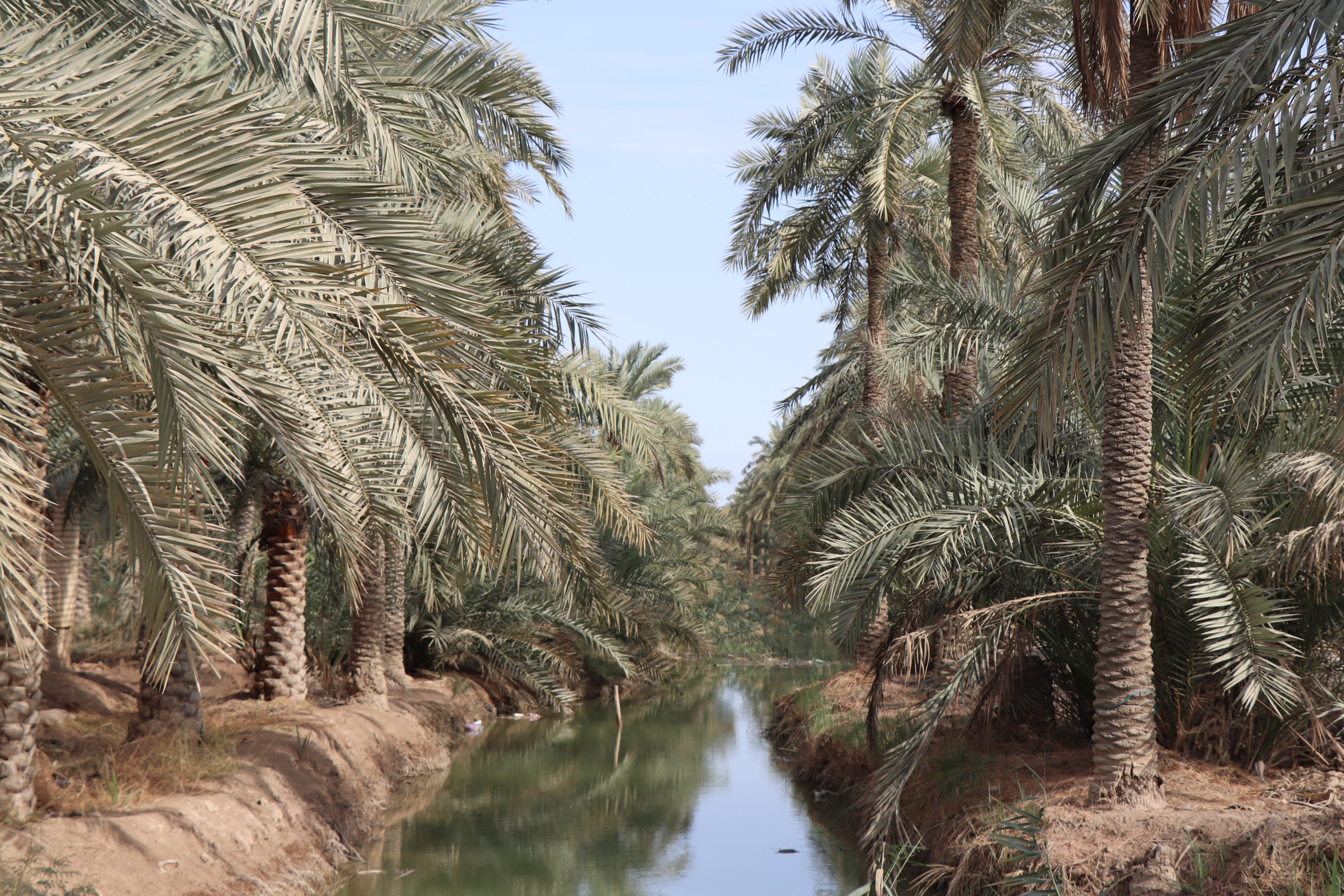
نهرهای نخلستان

## کاربری اراضی
کاربری تجاری:
کاربری تجاری در روستای نقشه حیر شامل چند واحد خرده فروشی بوده که در سطح روستا پراکنده می‌باشند.
روستا مذکور فاقد شرکت تعاونی است.
کاربری مذهبی:
کاربری مذهبی رد روستای نقشه حیر شامل پنج حسینیه است .البته یک حسینیه به شورای حل اختلاف و پایگاه مقاومت بسیج اختصاص یافته‌است که با احتساب آن روستا دارای شش حسینیه است.
این روستا فاقد مسجد است ولی زمین وقفی جهت احداث این کاربری در روستا در نظر نظر گرفته شده‌است.که با وجوداهدای زمین از طرف خیرین روستا اقای کاظم و هاشم حلافی و احداث فنداسیون ان هیچ گونه کمکی از سوی نهادهای مربوطه نشده و کماکان در حد پی مانده‌است.
به کاربری حسینیه 1820 متر مربع مساحت اختصاص یافته که 1/04  درصد از سطح 
کل کاربری‌های روستا است.
کاربری بهداشتی و درمانی:

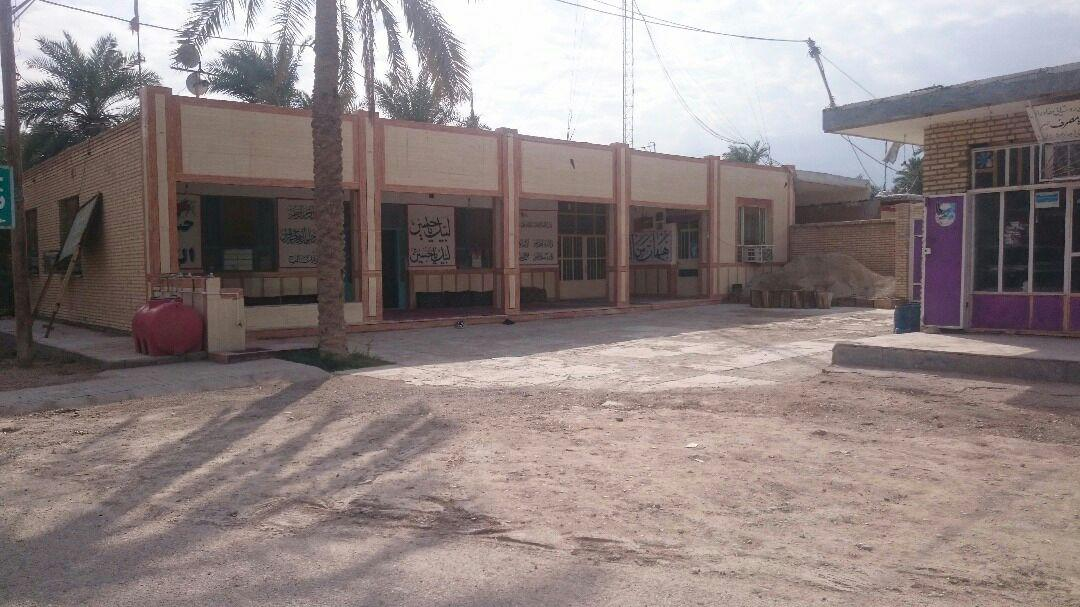
حسینیه ی زینبیه

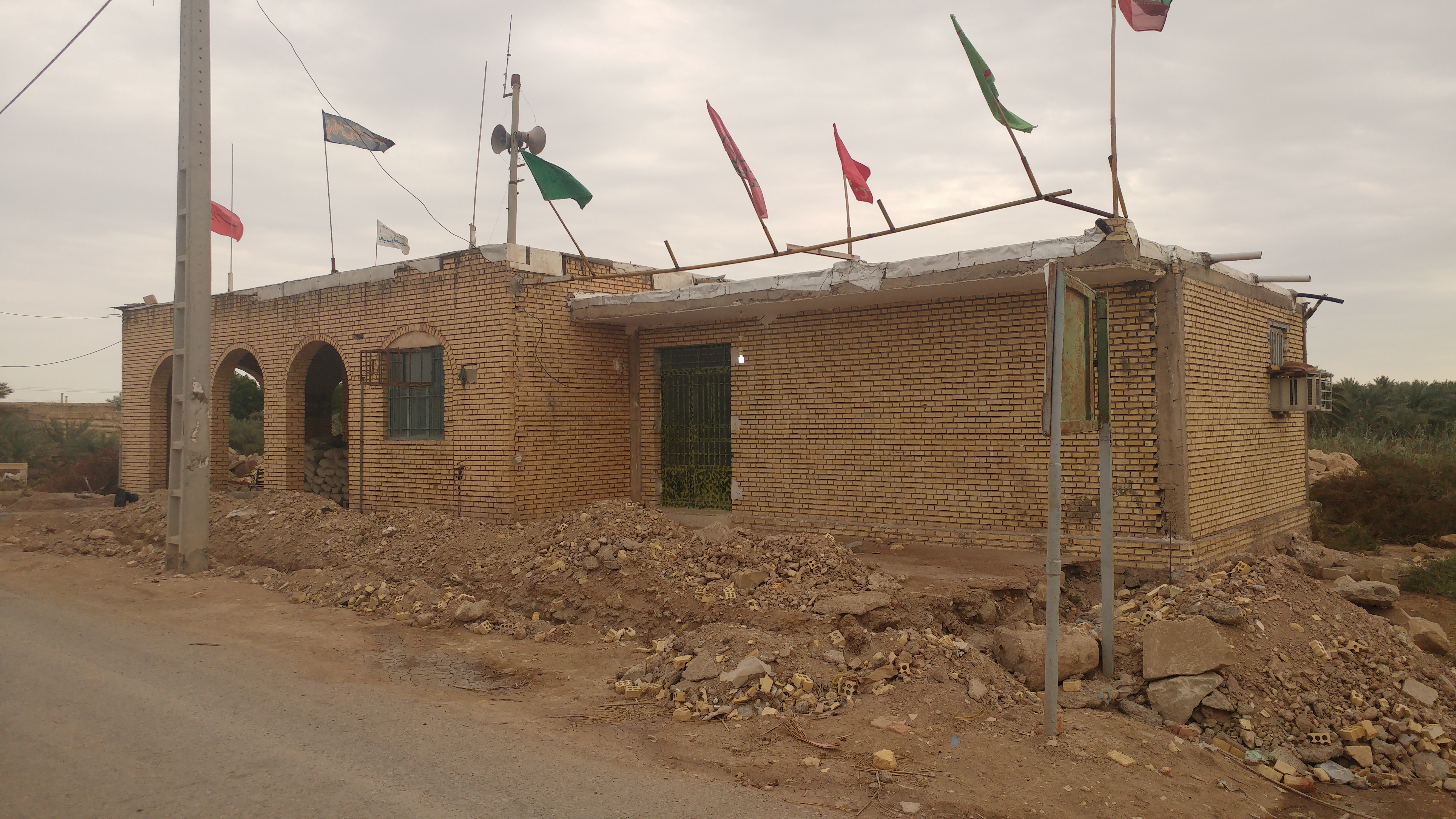
حسینیه اباعبدالله الحسین

کاربری بهداشتی در روستا وجود ندارد ولی کاربری درمانی شامل یک خانه بهداشت است که مساحت آن 142 متر مربع است.
مالکیت این مکان به صورت استیجاری بوده و روستا فاقد خانه بهداشت با مالکیت دولتی اختصاص یافته برای این کاربری است.
کاربری آموزشی:

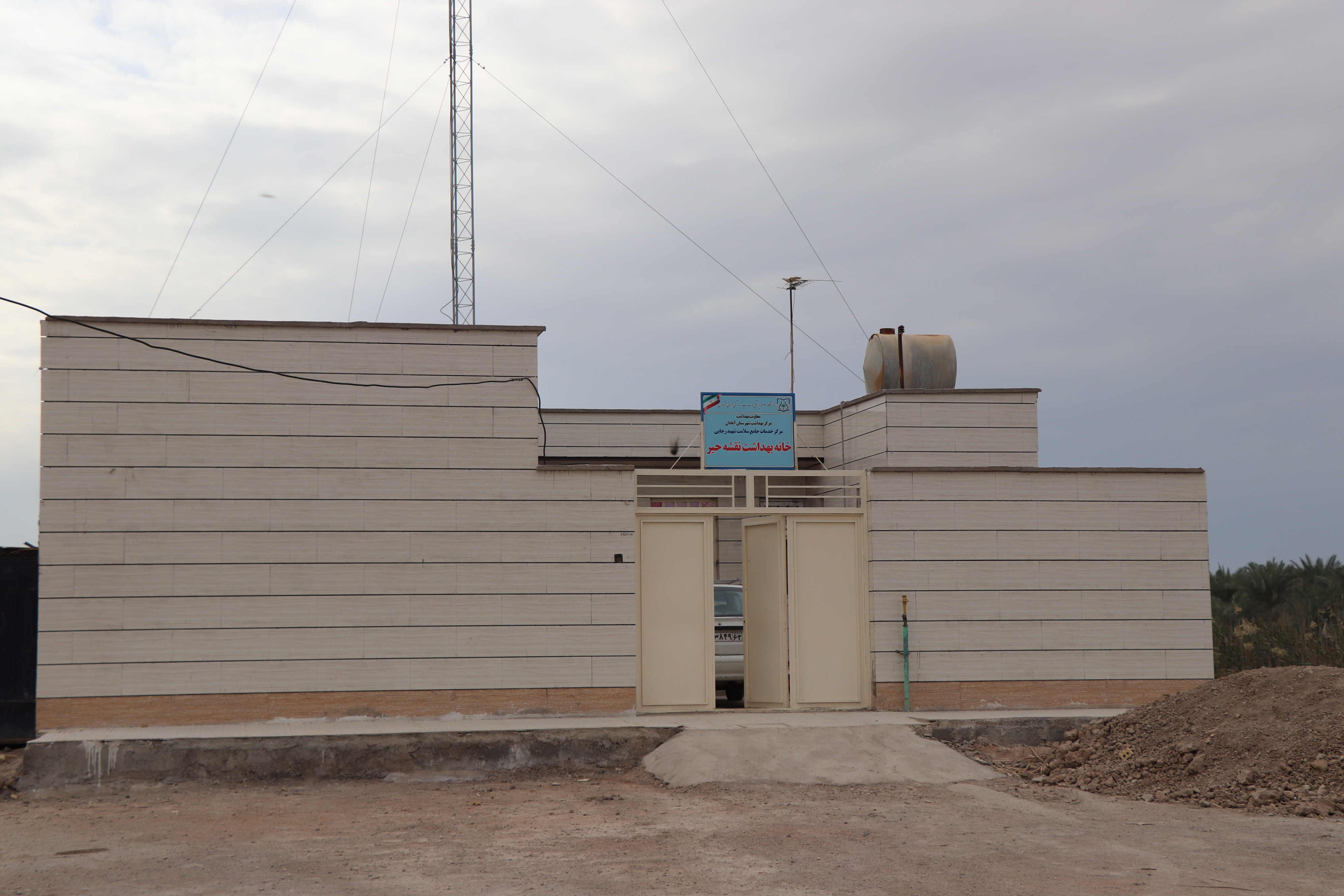
خانه ی بهداشت

با توجه به جمعیت و پراکندگی خانه‌ها به صورت خطی روستا ساختمان آموزشی روستا فقط شامل دو دبستان است و اهالی برای دستیابی به مرکز آموزشی در سطح بالاتر به منیوحی ,امام حسن عسگری یا آبادان مراجعه کنند.
یکی از این مراکز در محله دو و دیگری در محله نقشه است که فاصله زیاد بین محلات حیر یک و حیر دو باعث شده که اهالی حیر یک از دبستان روستای مجاور یعنی امام حسن عسگری استفاده کنند.
دبستان شهید معجزی در پنج پایه مختلط و دبستان رضوان هم در پنج پایه به صورت مختلط می‌کنند.
معابر:

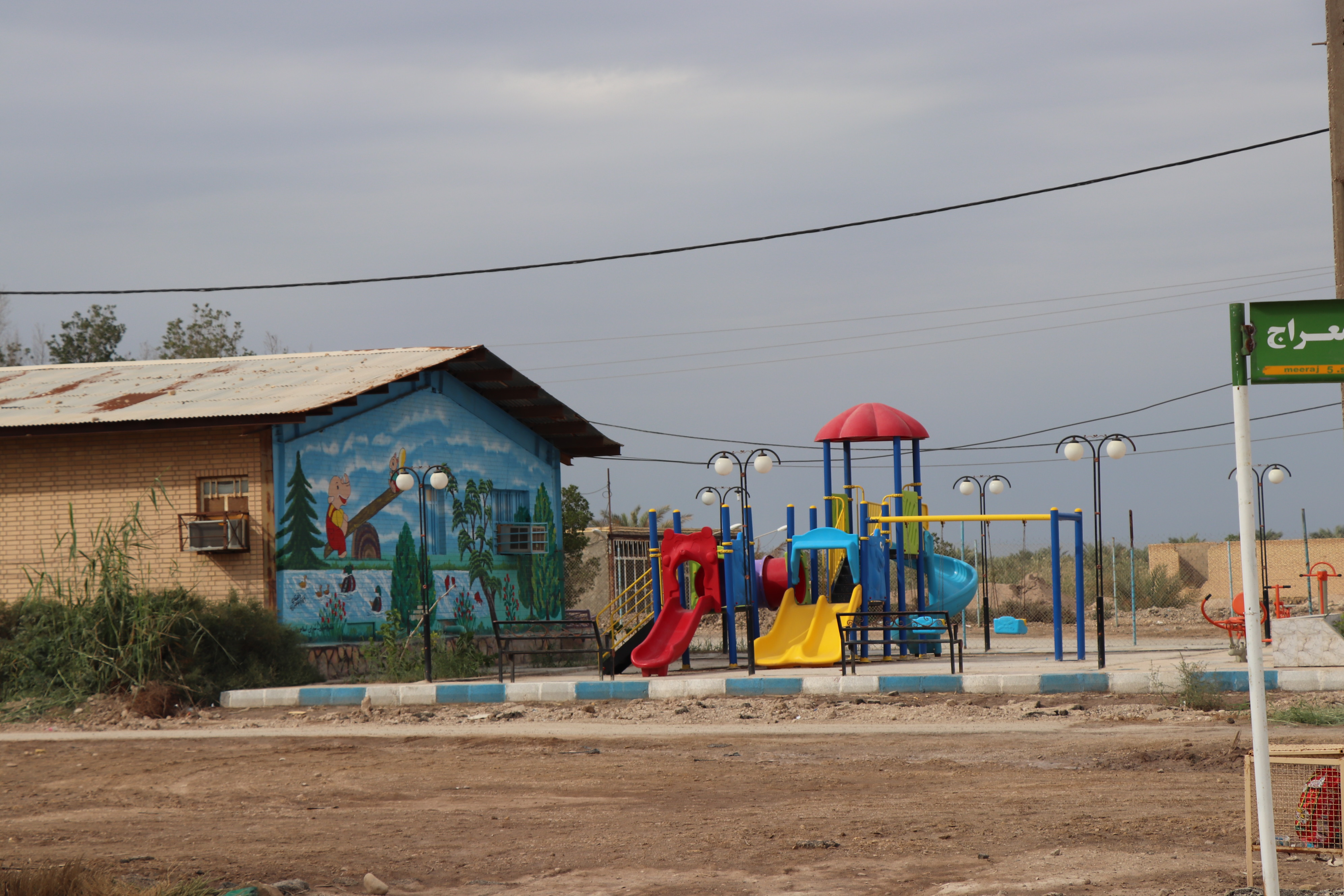
دبستان رضوان

کاربری معابر 21.6 درصد از سطح کل کابری‌ها را شامل می‌شود.
شامل چند معبر اصلی ,بین روستایی ,یک خط کند رو در کنار معبر بین شهری و چند معبر حیر بالا است.
معابر به دلیل خطی بودن روستا و پراکندگی اراضی سهم بالایی در تفکیک اراضی کاربردی دارد. وسعت زیاد محدوده کالبدی روستا و نیمه متمرکز بودن بافت سبب شده‌است عنوان واحدهای همسایگی در روستا تا حدودی صدق پیدا نکند و عوامل سازمان دهنده به بافت روستا معبر بین روستایی , معبر بین شهری و رودخانه باشد که سه محله روستا را تحت تأثیر قرار می‌دهد.
گورستان:
گورستان اصلی روستای مذکور در جنوب جاده اروند کناراست و فاصله آن از محدوده کالبدی روستا مناسب است.این گورستان با روستای امام حسن عسگری مشترک بوده و عده‌ای از اهالی نیز از گورستان روستای طره خضر استفاده می‌کنند.

## نگارخانه

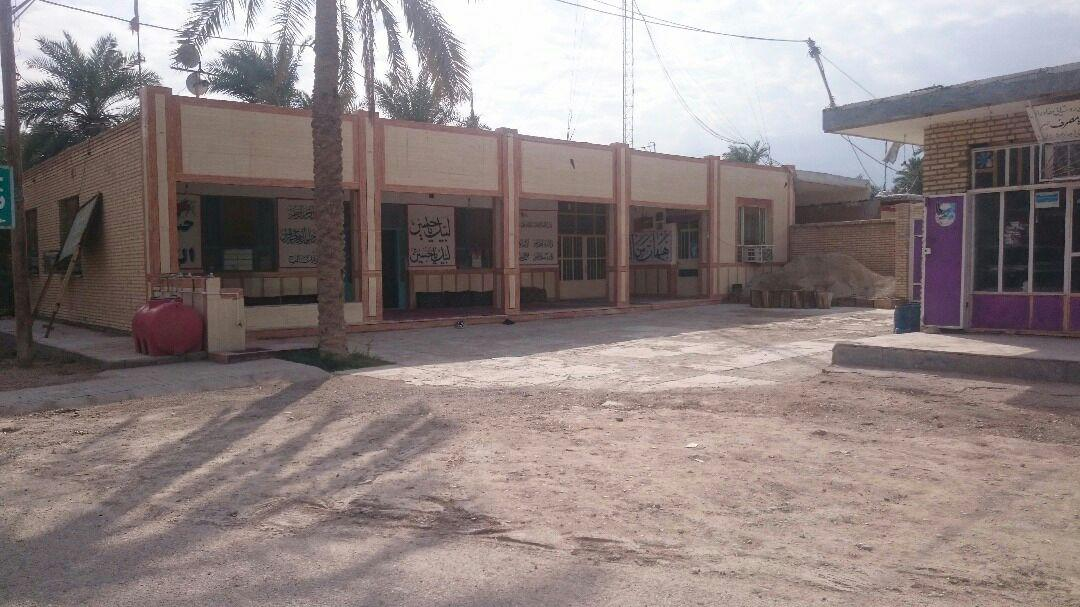
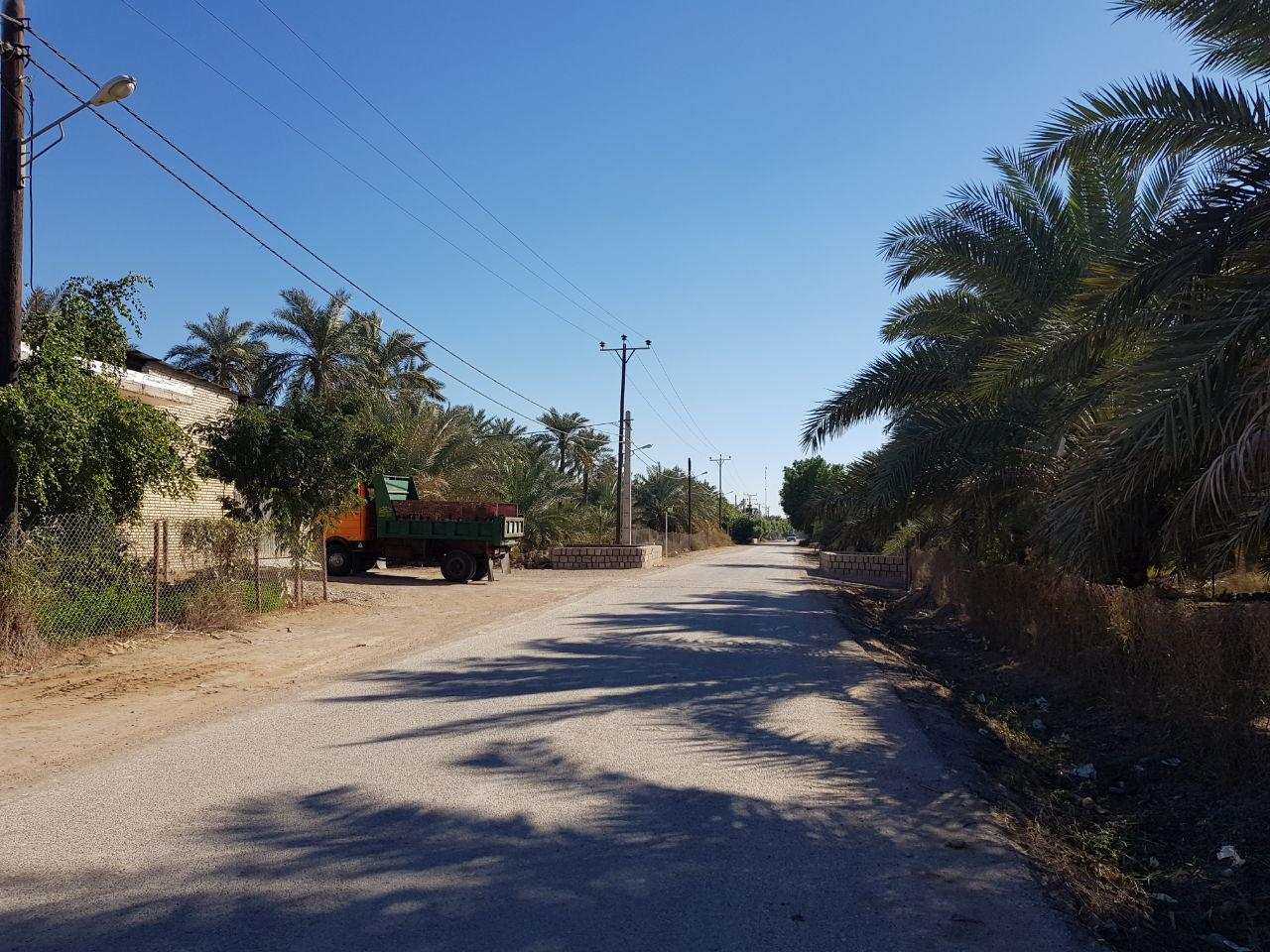
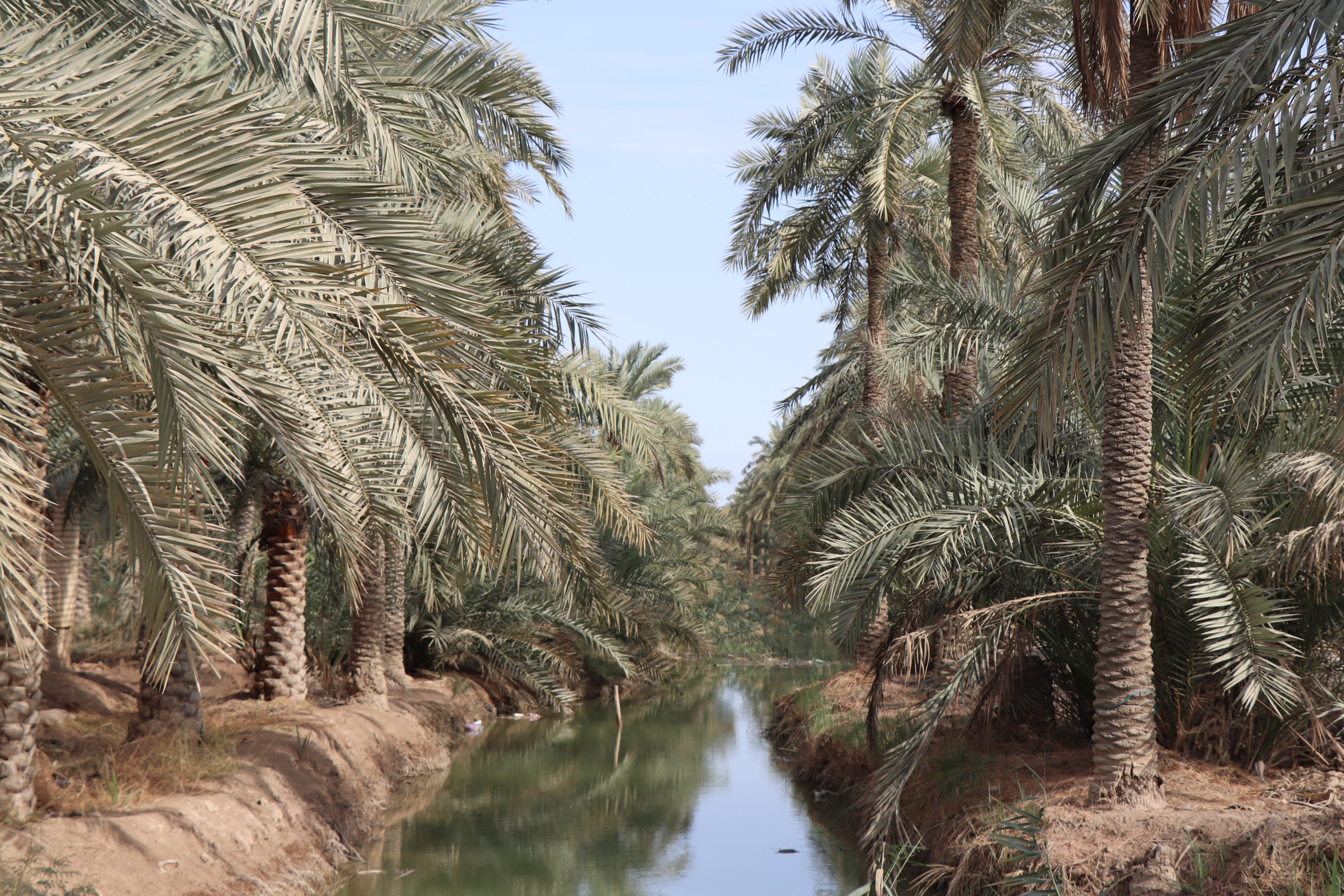
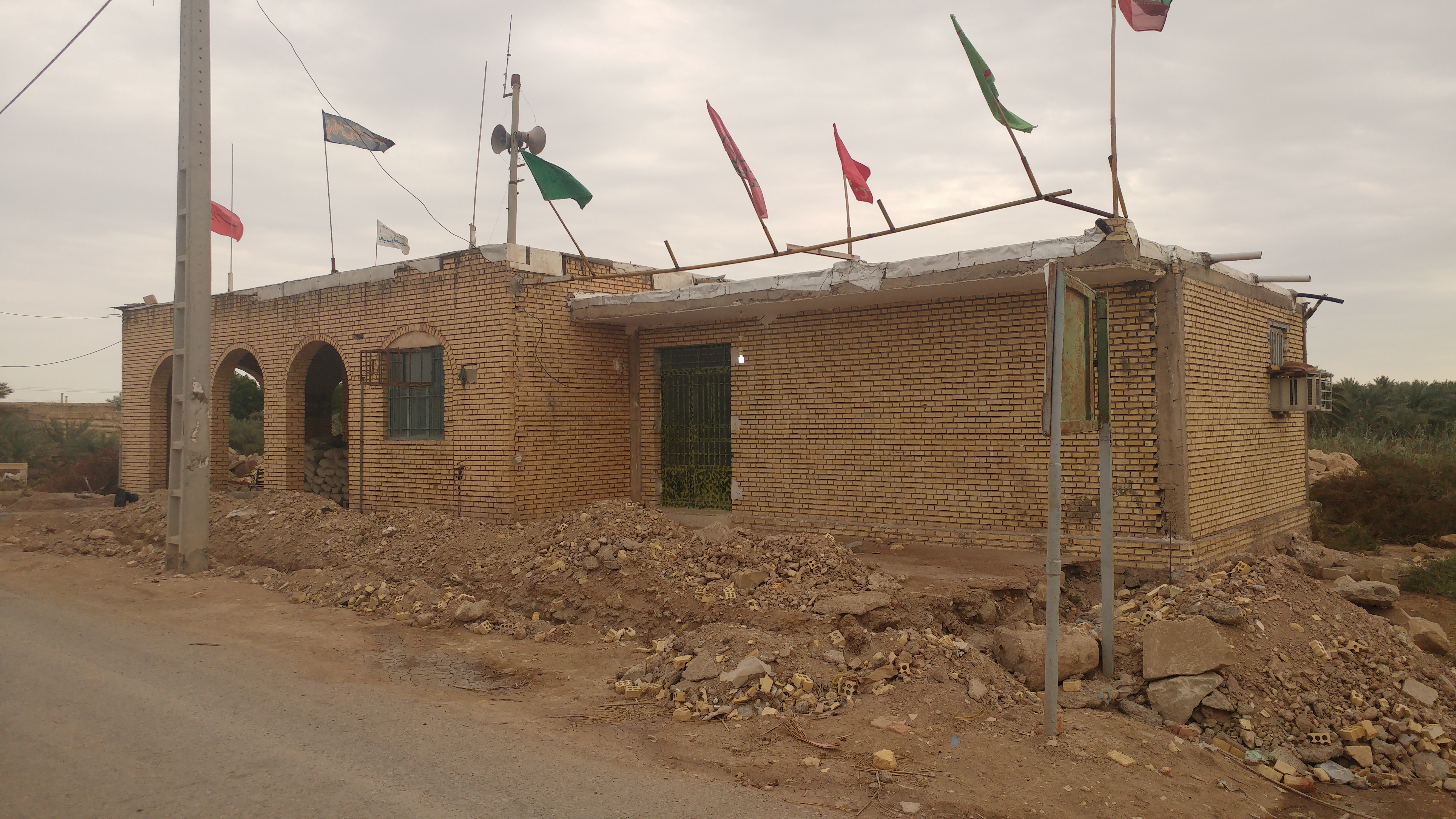
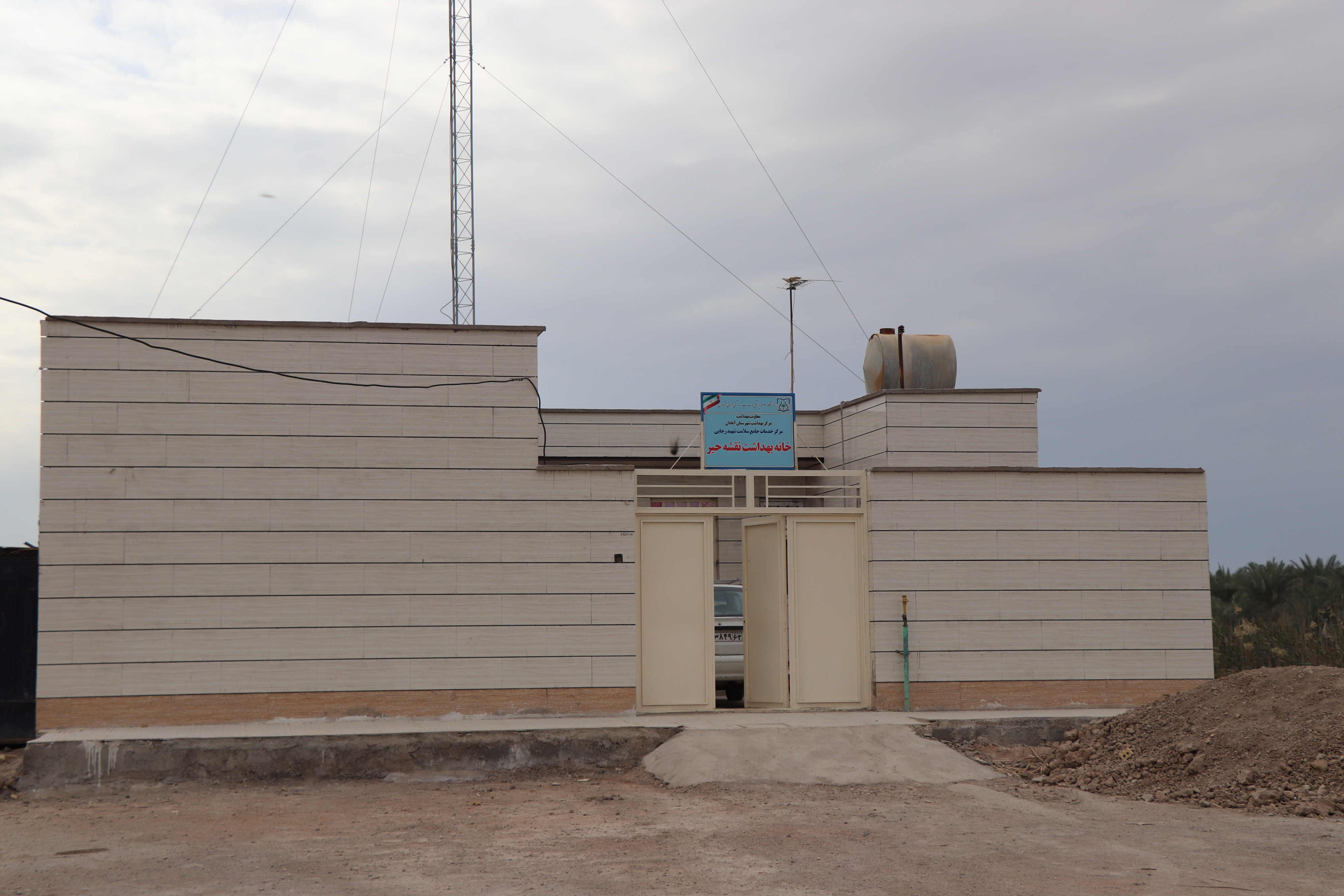
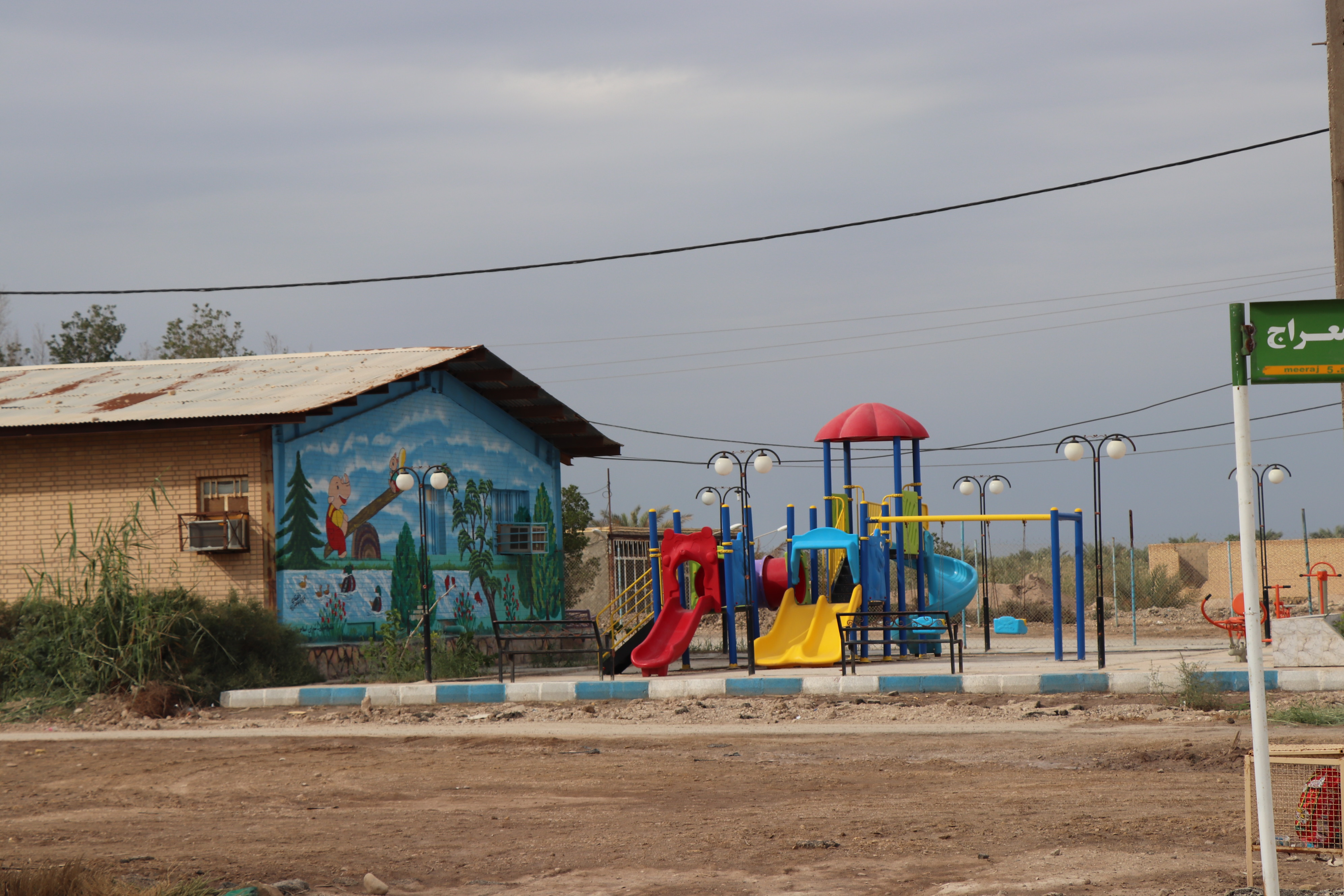
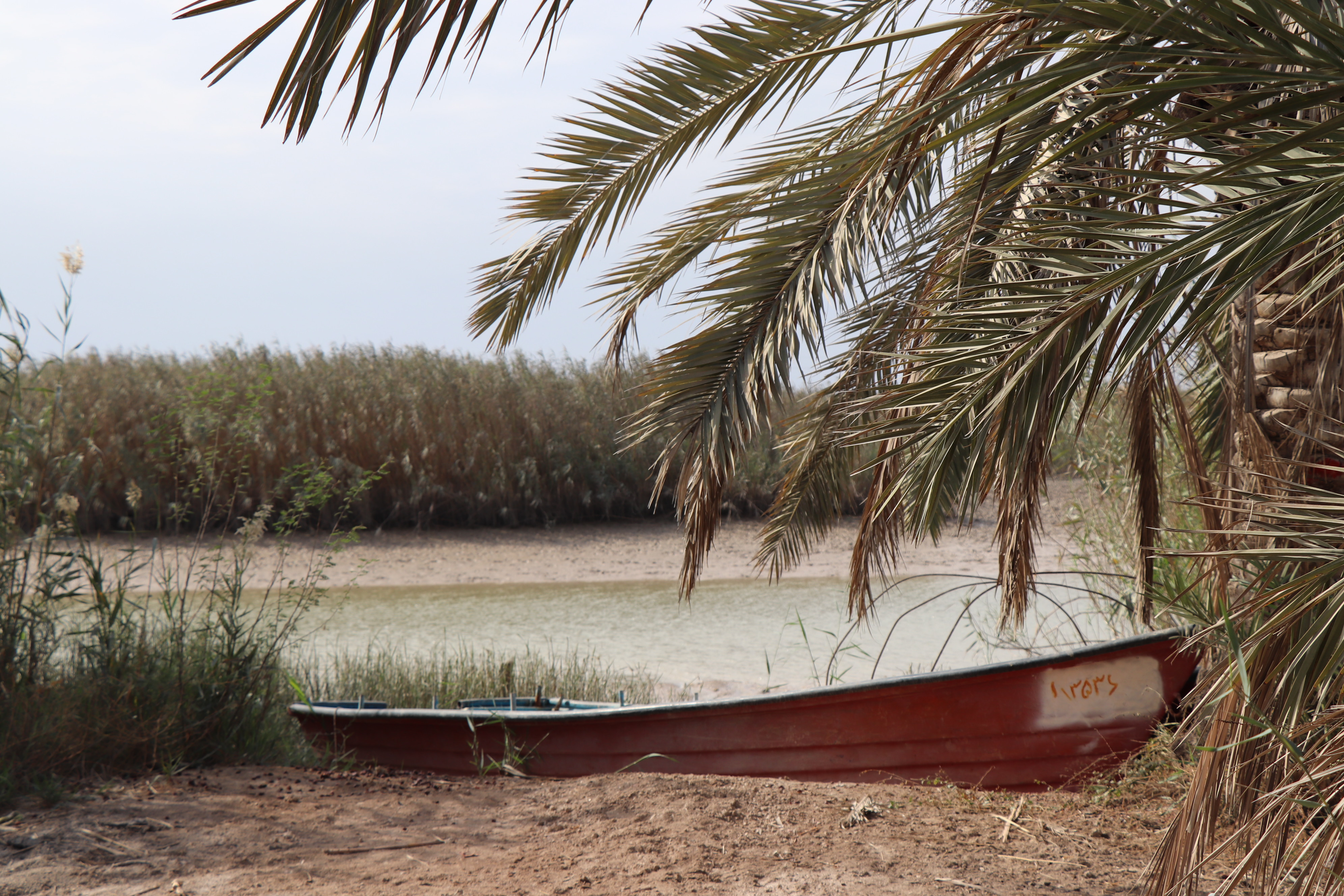